# NGC 2104
NGC 2104 je galaksija u zviježđu Slikarskom stalku.

## Vanjske poveznice
- SEDS: NGC 2104